# Filialkirche Utschtal-Oberaich

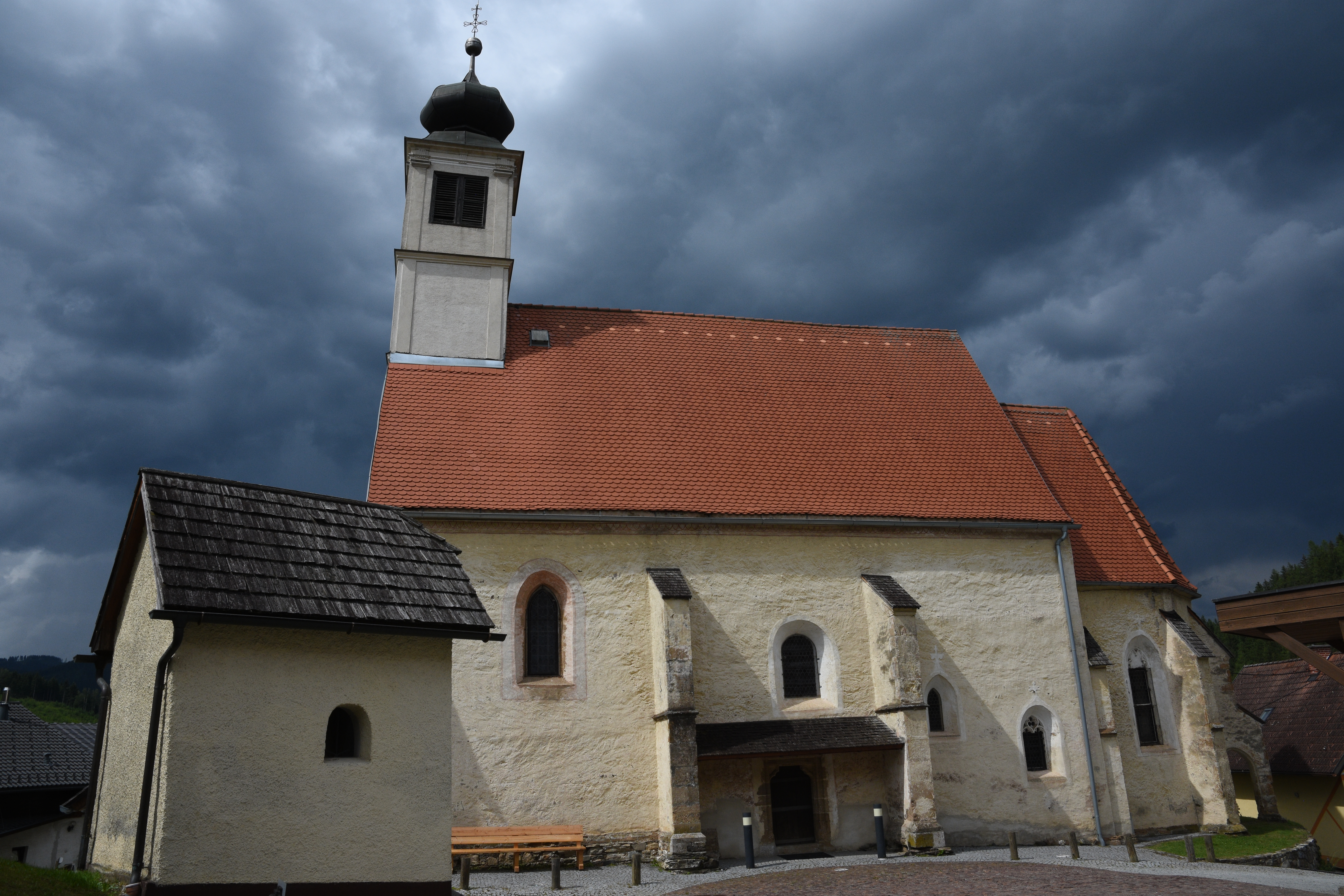
Katholische Filialkirche hl. Ulrich in Utschtal bei Oberaich in Bruck an der Mur

Die Filialkirche Utschtal-Oberaich steht auf einer Anhöhe in Utschtal bei Oberaich in der Stadtgemeinde Bruck an der Mur im Bezirk Bruck-Mürzzuschlag in der Steiermark. Die dem Patrozinium hl. Ulrich unterstellte römisch-katholische Filialkirche gehört zum Dekanat Bruck an der Mur in der Diözese Graz-Seckau. Die Kirche und die ehemalige Friedhofsfläche stehen unter Denkmalschutz (Listeneintrag).

## Geschichte
Urkundlich wurde 1421 eine Kirche genannt. Die Kirche ist eine Filiale der Stadtpfarrkirche Bruck an der Mur.
Der gotische Kirchenbau entstand über mehrere Bauphasen. 1957 bis 1959 war eine Innenrestaurierung.